# Donje Čičevo
Donje Čičevo är en ort i Bosnien och Hercegovina. Den ligger i entiteten Republika Srpska, i den södra delen av landet, 130 km söder om huvudstaden Sarajevo. Donje Čičevo ligger 289 meter över havet och antalet invånare är 539.
Terrängen runt Donje Čičevo är huvudsakligen kuperad. Donje Čičevo ligger nere i en dal.Närmaste större samhälle är Trebinje, 3,8 km norr om Donje Čičevo.
Trakten runt Donje Čičevo består i huvudsak av gräsmarker. Runt Donje Čičevo är det ganska tätbefolkat, med 67 invånare per kvadratkilometer.